# Robin Li
Robin Li (Yangquan, 17 de novembro de 1968) é um empresário chinês e o cofundador do motor de busca mais popular na China, Baidu, e em março de 2013 foi o homem mais rico daquele país, com um total de 6,9 bilhões de dólares. Li era gerente geral do Baidu, desde 2004; e na NASDAQ desde agosto de 2005. Li é membro da 12ª Política do Povo Chinês Conferência Consultiva.  Ele também desenvolveu o RankDex, o primeiro mecanismo de busca da web com algoritmos de classificação de páginas e pontuação de sites.
Li estudou gerenciamento de informações na Universidade de Pequim e ciência da computação na Universidade de Buffalo. Em 1996, ele criou o RankDex, o primeiro mecanismo de busca na web com algoritmos de classificação de páginas e pontuação de sites. Em 2000, ele fundou o Baidu com Eric Xu. Li é CEO da Baidu desde janeiro de 2004. A empresa foi listada na NASDAQ em 5 de agosto de 2005. Li foi incluído como um dos 15 cientistas asiáticos a serem observados pela Asian Scientist Magazine em 15 de maio de 2011.
 

Em agosto de 2014, Li foi nomeado pelo Secretário-Geral das Nações Unidas, Ban Ki-Moon, como co-presidente do Grupo Consultivo de Especialistas Independentes sobre Revolução de Dados para o Desenvolvimento Sustentável.